# 赤煙硝酸
紅色發煙硝酸（RFNA）是一種可儲存的氧化劑，可用作火箭推進劑。由84%硝酸（HNO
3）、13%四氧化二氮、1%水組成。紅色發煙硝酸的顏色是由於四氧化二氮部分分解形成二氧化氮，二氧化氮溶解直至液體飽和，並產生具有紅色窒息有毒煙霧。紅色發煙硝酸增加了可燃材料的可燃性，並且在與水反應時會高度放熱。
通常與緩蝕劑一起使用（包括氟化氫，任何此類組合都稱為inhibited RFNA、IRFNA），因為硝酸會腐蝕大多數容器材料。例如，氟化氫會鈍化帶有金屬氟化物薄層的容器金屬，使其幾乎不受硝酸影響。

在第二次世界大戰期間，德軍在一些火箭使用了紅色發煙硝酸。使用的混合物稱為S-Stoff（96%硝酸、4%氯化鐵作為點火催化劑）和SV-Stoff（94%硝酸、6%四氧化二氮），綽號Salbei（鼠尾草）。

用途包括肥料、染料中間體、炸藥、作為酸化劑的藥物助劑。可用作照相製版和金屬蝕刻的實驗室試劑。

## 成分
- IRFNA IIIa：83.4% HNO3, 14% NO2, 2% H2O, 0.6% HF
- IRFNA IV HDA：54.3% HNO3, 44% NO2, 1% H2O, 0.7% HF
- S-Stoff：96% HNO3, 4% FeCl3
- SV-Stoff：94% HNO3, 6% N2O4
- AK20：80% HNO3, 20% N2O4
- AK20F：80% HNO3, 20% N2O4, fluorine-based inhibitor
- AK20I：80% HNO3, 20% N2O4, iodine-based inhibitor
- AK20K：80% HNO3, 20% N2O4, fluorine-based inhibitor
- AK27I：73% HNO3, 27% N2O4, iodine-based inhibitor
- AK27P：73% HNO3, 27% N2O4, fluorine-based inhibitor

## 實驗
1. IRFNA氫氟酸含量[5][6]
  - 當紅色發煙硝酸用作火箭燃料氧化劑時，通常具有約0.6%氟化氫含量。目的是充當腐蝕抑製劑。
2. RFNA水含量[7]
  - 為了測試水含量，80% HNO3、8–20% NO2和其餘H2O的樣品取決於樣品NO2的不同含量。當RFNA含有HF時，平均H2O%介於2.4%和4.2%之間。當RFNA不含HF時平均H2O%介於0.1%和5.0%之間。考慮腐蝕產生的金屬雜質，H2O%增加，H2O%在2.2%~8.8%之間
3. RFNA對金屬的腐蝕[5]
  - 對不銹鋼、鋁合金、鐵合金、鍍鉻板、錫、金、鉭進行測試以了解腐蝕速率。使用16%和6.5%RFNA樣品以及上面列出的不同物質進行實驗。許多不同的不銹鋼表現出耐腐蝕性。鋁合金的耐受性不如不銹鋼，尤其是在高溫，但腐蝕率不足以禁止將其與RFNA一起使用。錫、金、鉭表現出與不銹鋼相似的高耐腐蝕性。這些材料更好，因為在高溫下腐蝕率不會增加太多。在磷酸存在的情況下，高溫下的腐蝕速率會增加。硫酸降低了腐蝕速率。

## 外部鏈接
- National Pollutant Inventory – Nitric Acid Fact Sheet
- https://web.archive.org/web/20030429160808/http://www.astronautix.com/props/nitidjpx.htm